# Albaloo polo
Albaloo polo (en persa: آلبالو پلو‎: پلو) es un plato iraní de arroz y guindas normalmente servido con pollo, koobideh, u otros tipos de kebab así como alguna forma de estofados/(Khoresht). En persa, albaloo significa guinda. Polo es un estilo de arroz cocido, también denominado pilaf. El plato también puede ser servido como une tahdig denominado Albaloo polow ba tahdiq maast, un plato de arroz con una capa endurecida de arroz inferior.
Las hierbas y las especias que se utilizan en esta variación de polo varían, pero típicamente incluyen advieh, y azafrán.